# Aeroportul Internațional Leonard M. Thompson
Aeroportul Internațional Leonard M. Thompson (IATA: MHH, ICAO: MYAM) este un aeroport din Bahamas ce deservește zona Marsh Harbour. A fost numit după zona deservită.
Situat la o altitudine de 2 m, aeroportul dispune de o singură pistă.